# Vetulicolia
Vetulicolia bezeichnet einen ausgestorbenen Tierstamm, der 2001 von Shu u. a. erstellt wurde; er umfasst mehrere unterkambrische Fossilformen. Die taxonomische Zuordnung der Vetulicolia ist nach derzeitigem Stand der Wissenschaft (2008) umstritten. D.G. Shu et al. sprechen sich dafür aus, dass es sich bei diesen Tieren um frühe Neumünder (Deuterostomia) handelt. Ihr Bauplan besteht aus zwei Teilen: einem voluminösen Vorderteil mit großem "Mund", dem beidseitig eine Reihe von fünf runden bis ovalen Öffnungen folgt – möglicherweise handelt es sich hierbei um Kiemenspalten oder um in der Nähe des Pharynx gelegene Atemlöcher – und einem aus sieben Segmenten bestehenden Hinterteil. Der zwischen Vorder- und Hinterteil liegende Abschnitt ist verengt. Laut Shu u. a. umfasst der Stamm Vetulicolia die Familie Didazoonidae mit den Gattungen Didazoon und Xidazoon, die Familie Vetulicolidae mit den Gattungen Pomatrum und Vetulicola sowie die Gattung Banffia. Die Autoren vertreten überdies die Ansicht, dass der Stamm der Vetulicolia eng mit dem der Yunnanozoa verwandt ist.
In seiner Arbeit aus dem Jahr 2003 vertritt Shu den Standpunkt, dass die Vetulicolia einen Seitenzweig der Deuterostomia darstellen, der sich frühzeitig spezialisiert hatte. Dies wiederum gibt Anlass zu der Schlussfolgerung, dass sich die Aufspaltung in Cephalochordata und Vertebrata möglicherweise auf den gemeinsamen Vorfahren der Protostomia und der Deuterostomia zurückverfolgen lässt. Briggs u. a. beschrieben 2005 die Art Skeemella clavula aus dem mittleren Kambrium Utahs; sie zeigt eine gewisse Affinität zu den Vetulicolia, besitzt aber auch gleichzeitig Charaktermerkmale der Arthropoda und stellt somit eine Zuordnung der Vetulicolia zu den Deuterostomia in Frage. Für Dominguez und Jefferies wiederum sind die Vetulicolia aufgrund von morphologischen Studien als Urochordata anzusehen, womöglich sind sie eine Stammgruppe der Larvacea. Alle möglichen verwandtschaftlichen Stellungen werden in einer Arbeit von Aldrige et al. ausführlich referiert, ohne dass eine definitive Zuordnung möglich gewesen wäre.
Funde von Vetulicolia in der südaustralischen Emu-Bay-Schiefer-Fossillagerstätte erbrachten eine neue Gattung Nesonektris. Sie erweitert nicht nur die bisher bekannte Verbreitung, sondern liefert auch durch eine klar erkennbare Längsstruktur, die als Notochord interpretiert wird, neue Argumente einer Zugehörigkeit zu den Manteltieren innerhalb des Stamms Chordata.

## Systematische Stellung
- Stamm Vetulicolia
  - Klasse Vetulicolia
    - Ordnung Vetulicolida
      - Familie Vetulicolidae
        - Gattung Vetulicola
          - Vetulicola rectangulata
          - Vetulicola cuneata
          - Vetulicola gangtoucunensis

        - Gattung Banffia
          - Banffia constricta
          - Banffia confusa

      - Familie Didazoonidae
        - Gattung Didazoon
          - Didazoon haoae

        - Gattung Xidazoon
          - Xidazoon stephanus

    - ?Ordnung Yunnanozoa
      - Familie Yunnanozoonidae
        - Gattung Yunnanozoon
          - Yunnanozoon lividum

ohne Familienzuordnung (incertae sedis):
- Gattung Nesonektris[6]
  - Nesonektris aldridgei